# Делла Скала, Леонардино
Леонарди́но де́лла Ска́ла (итал. Leonardino della Scala; ? — после 19 декабря 1228 года) — купец, из города Верона, представитель рода Скалигеров.

## Биография
Леонардино был сыном консула Вероны Болдуина делла Скала. В отличие от отца не занимался политикой, посвятив себя торговле шерстяными тканями. Был отцом имперского викария Якопино делла Скала и дедом правителей Вероны Мастино I и Альберто I.

## Семья
Дети:
1. Якопино делла Скала (?— до 1248) —  имперский викарий и подеста
2. Дзокко (?—22.8.1245)[4]